# Nay (Manche)
Nay is een gemeente in het Franse departement Manche (regio Normandië) en telt 80 inwoners (2009). De plaats maakt deel uit van het arrondissement Coutances.

## Geografie
De oppervlakte van Nay bedraagt 2,5 km², de bevolkingsdichtheid is dus 32 inwoners per km².
De onderstaande kaart toont de ligging van Nay (Manche) met de belangrijkste infrastructuur en aangrenzende gemeenten.

## Demografie
Onderstaande figuur toont het verloop van het inwonertal (bron: INSEE-tellingen).